# Рассеянные знания
Рассеянные знания (англ. Dispersed knowledge) — это представление в экономике о том, что ни один агент не обладает информацией обо всех факторах, влияющих на формирование цены и производство в рамках всей системы. Предполагается, что информация о ценах является не совершенной, а приблизительной, поскольку знания рассеянны. Эта точка зрения особенно популярна среди экономистов Австрийской школы и впервые была представлена Фридрихом фон Хайеком в работе «Использование знаний в обществе». Позже концепцию расширил и использовал американский экономист Томас Соуэлл в своей книге «Знания и решения».

## Концепция
Каждый агент на рынке активов, товаров или услуг обладает неполной информацией о большинстве факторов, влияющих на цены на этом рынке. Например, ни один агент не обладает полной информацией о бюджетах, предпочтениях, ресурсах или технологиях других агентов, не говоря об их планах, будущих решениях и множестве других факторов, влияющих на рыночные цены. Рыночные цены являются результатом выявления цен, когда каждый агент, участвующий в обмене, использует свои текущие знания и планы для принятия решения о ценах и объемах, по которым он решит совершить сделку. Можно сказать, что получаемые в результате цены и объемы сделок отражают текущее состояние информированности агентов, находящихся в данный момент на рынке, даже если ни один агент не владеет информацией обо всей информации.
Некоторые экономисты считают, что рыночные операции обеспечивают основу для получения обществом выгоды от знаний, которые распределены между его агентами. В «Принципах политической экономии» Джон Стюарт Милль утверждал, что одним из обоснований политики laissez-faire является его вера в то, что самозаинтересованные лица в экономике, действуя независимо, могут лучше использовать рассеянные знания, чем самое лучшее государственное учреждение.

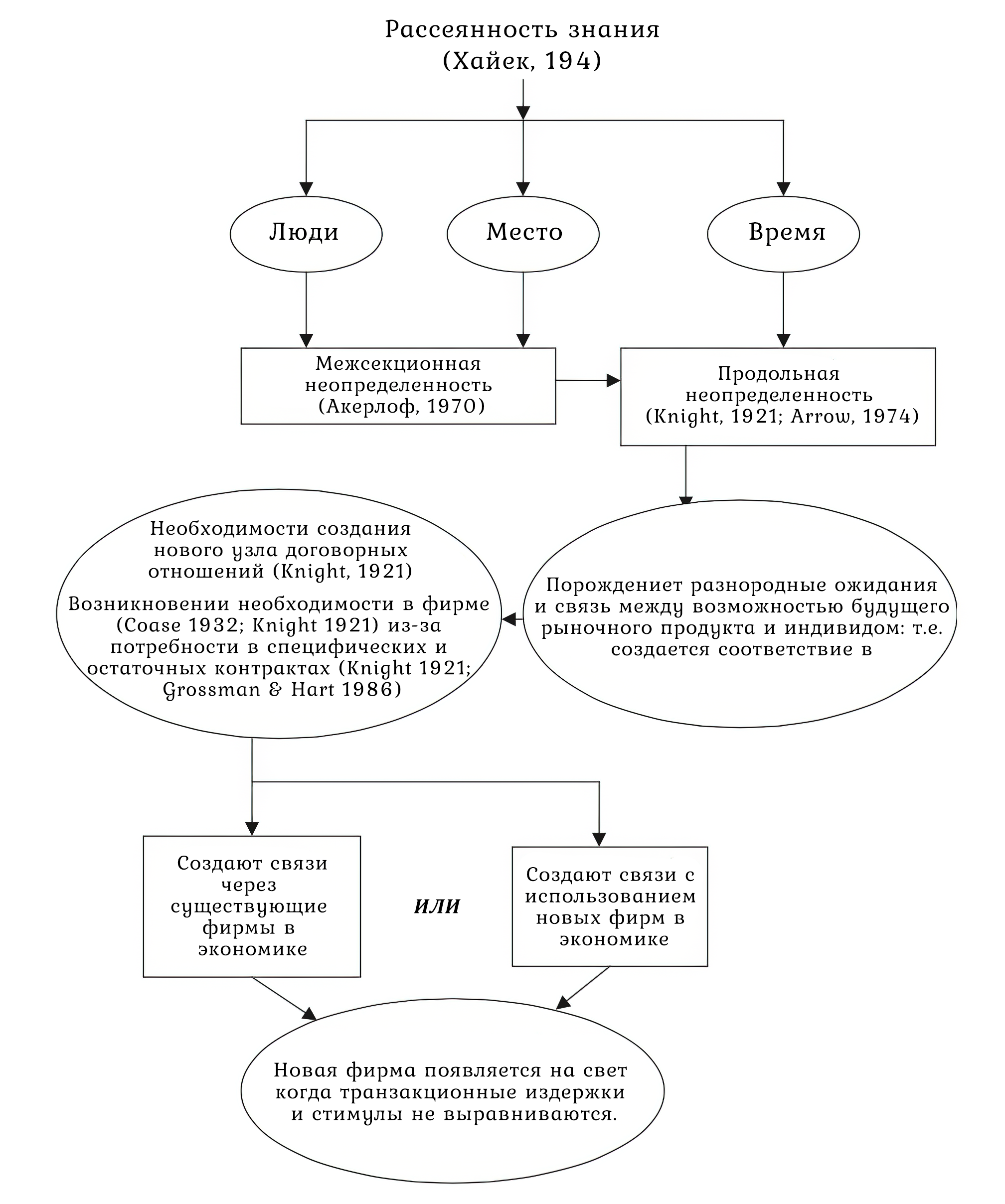

Таким образом, Фридрих Хайек утверждал, что «рассеянное знание по своему существу является дисперсным и не может быть собрано вместе и передано органу, на который возложена задача сознательного создания порядка».

### Проблема экономического расчёта
Учитель Хайека, Людвиг фон Мизес, сформулировал калькуляционный аргумент — концепцию невозможности экономического расчёта при социализме. Позже Хайек так же начал исследовать вопрос, касающийся экономического расчёта, и представил ряд работ, которые анализируют плановую экономику через идею о рассеянном знании. Он утверждал, что ни один центральный планировщик не может иметь информацию о месте и времени для принятия решения, и что единственным рациональным решением этого является использование всех рассеянных знаний на рынке независимыми агентами.
Однако вклад Хайека в дебаты Австрийской школы против социализма оспаривается некоторым современными представителями. В частности, Джозеф Салерно, Ханс-Херман Хоппе и Роберт Мёрфи последовательно выпустили серию работ, в которых утверждалось, что основной причиной невозможности социалистического планирования является отсутствие частной собственности и рыночных цен, а не рассеянное знание в обществе.